# Phaseolodes racemosum
Phaseolodes racemosum là một loài thực vật có hoa trong họ Đậu. Loài này được (Benth.) Kuntze miêu tả khoa học đầu tiên năm 1891.